# Казахська література
Казахська література (каз. Қазақ әдебиеті) — література казахською мовою.

## Усна література

### Епоси «Коркіт-Ата» і «Огузнаме»
На території сучасного Казахстану склалися найбільш відомі стародавні епоси на тюркських мовах — « Коркіт-Ата» і «Огузнаме». Насправді, Коркіт — це реальна людина, бек огузо-кипчакського племені кіят, який вважається основоположником епічного жанру і музичних творів для кобиза. Епос «Коркіт-Ата» складається із 12 поем і оповідань про пригоди огузських богатирів та героїв. У ньому згадуються такі тюркські племена, як усуні і кангли.
Поема «Огузнаме» присвячена дитинству тюркського правителя Огуз-хана, його подвигам і перемогам, одруженню і народженню синів, яких звали Сонце, Місяць, Зірка, Небо , Гора і Море. Ставши правителем уйгур, Огуз вів війни з Алтином (Китаєм) і Урумом (Візантією).

## Казахська усна література XV—XIX ст
В історії казахської літератури поезія і поетичні жанри займають чільне місце. У розвитку казахської поезії чітко простежуються три періоди:
- період жирау (XV ст. — перша половина XVIII ст.);
- поетичний період (друга половина XVIII ст. — перша половина XIX ст.);
- період айтиса (друга половина XIX ст. — початок XX ст.)
Найбільш ранні твори казахської усної народної творчості, чиє авторство можна вважати встановленим, відносять до XV ст. У XVI–XVII ст. були добре відомі твори легендарного Асан-Кайги, акинів Доспамбета, Шалкііза, а також Бухар-жирау Калкаманова, автора гострих політичних віршів. У Казахстані склалася традиція проведення пісенно-поетичних змагань між акинами — так званих айтисів. Стали виділятися такі жанри пісень, як толгау — філософський роздум, арнау — посвята і т. д. У XVIII–XIX ст. в творчості казахських акинів Махамбета Утемісова, Шернияза Жарилгасова, Суюнбая Аронова з'являються нові теми — заклики до боротьби проти баїв біїв. У той же час акини Дулат Бабатаєв, Шортанбай Канаєв, Мурат Монкеєв представляли консервативний напрямок, ідеалізуючи патріархальне минуле і вихваляючи релігію. Акини другої половини XIX ст. — Біржай Кожагулов, Асет Найманбаєв, Сара Тастанбекова, Жамбіл Жабаєв та ін. — використовували айтиси як форму вираження громадської думки, відстоюючи соціальну справедливість.

## Зародження казахської письмової літератури
Казахська письмова література в її сучасному вигляді починає формуватися лише в другій половині XIX ст. Біля витоків цього процесу стоять видатні казахські просвітителі, такі як Шоку Валіханов, Алтинсарін Ібрай і Абай Абай.
Початок XX ст. став періодом розквіту казахської літератури, яка ввібрала в себе багато рис європейської літератури. В цей час були закладені основи сучасної казахської літератури, остаточно сформувалася літературна мова, з'вилися нові стилістичні форми.
Казахська література, яка лише народилася, освоювала великі літературні форми до сих пір незнайомі казахським письменникам — романи, повісті. В цей час велику популярність здобув поет і прозаїк Міржакіп Дулатов, автор кількох поетичних збірок і першого казахського роману «Нещасна Жаман» (1910), який витримав кілька видань і викликав великий інтерес у казахської громадськості. Він також займався перекладами Пушкіна, Лермонтова, Крилова, Шиллера, був реформатором казахської літературного мови.
Наприкінці XIX — початку XX ст. група «книжники», в яку входив Нуржан Наушабаі, Машура-Жусуп Копеі та ін., активно проповідувала патріархальні погляди і збирала фольклорні матеріали. Навколо газети «Казах» групувалися націоналістичні сили — Ахмет Байтурсинов, Міржакіп Дулатов, Магжан Жумабаєв, після 1917 року перейшли в табір контрреволюції.